# Operacja Colossus
Operacja Colossus – kryptonim pierwszej operacji powietrznodesantowej przeprowadzonej przez wojska brytyjskie podczas II wojny światowej, która miała miejsce 10 lutego 1941 roku w Calitri we Włoszech.
Brytyjskie wojska powietrznodesantowe powstały w czerwcu 1940 roku na rozkaz premiera Winstona Churchilla w odpowiedzi na udane operacje powietrznodesantowe przeprowadzone przez niemieckich spadochroniarzy podczas kampanii francuskiej. Szkolenia rozpoczęły się natychmiast, ale brak odpowiedniego sprzętu i zaplecza logistycznego, a także trudności biurokratyczne sprawiły, że tylko niewielka liczba ochotników mogła zostać od razu przeszkolona w oddziałach spadochronowych. Pierwszą sformowaną jednostką powietrznodesantową była tak naprawdę przeformowana jednostka komandosów, No. 2 Commando, przemianowana na No. 11 Special Air Service Battalion, która liczyła około 350 żołnierzy do września 1940 roku. Batalion zakończył szkolenie w grudniu 1940 roku, a w lutym 1941 roku 38 członków batalionu, nazwanych X Troop, zostało wybranych do przeprowadzenia operacji powietrznodesantowej, której celem było sprawdzenie zdolności operacyjnej wojsk powietrznodesantowych, a także możliwości Royal Air Force do ich przetransportowania na pole bitwy.
Celem wybranym do operacji był akwedukt słodkowodny w pobliżu Calitri w południowych Włoszech, który zaopatrywał w wodę dużą część włoskiej populacji, a także kilka portów używanych przez wojska włoskie; oczekiwano również, że jego zniszczenie utrudni działania Włochów w Afryce Północnej i Albanii. Oddziały powietrznodesantowe zostały dostarczone do celu przez przerobione średnie bombowce Armstrong Whitworth Whitley 10 lutego, lecz awarie maszyn i błędy nawigacyjne spowodowały, że znaczna część materiałów wybuchowych oraz zespół saperów Royal Engineers wylądował w niewłaściwym miejscu. Pomimo tego niepowodzenia pozostali członkowie oddziału zniszczyli akwedukt i wycofali się z obszaru misji. Wszyscy zostali jednak schwytani przez Włochów niedługo po akcji; włoskiego tłumacza torturowano i stracono, jednemu spadochroniarzowi udało się uciec z niewoli, a reszta pozostała jeńcami wojennymi. Akwedukt został naprawiony, zanim skończyły się lokalne zapasy wody, dzięki czemu miejscowa ludność i porty nie zostały pozbawione wody, a co za tym idzie, akcja nie wpłynęła na włoskie wysiłki wojenne. Jednakże taktyczne powodzenie operacji Colossus przyczyniło się do wzrostu morale żołnierzy raczkujących brytyjskich sił powietrznodesantowych, a wnioski wyciągnięte z przebiegu misji pomogły w lepszym przeprowadzeniu kolejnych, alianckich operacji powietrznodesantowych.

## Tło sytuacyjne
Wojsko niemieckie było jednym z pionierów wykorzystania formacji powietrznodesantowych na polu bitwy, przeprowadzając kilka udanych operacji powietrznodesantowych podczas kampanii francuskiej w 1940 roku, w szczególności w ramach bitwy o Fort Eben-Emael. Pozostając pod wrażeniem sukcesu niemieckich działań, rządy alianckie zdecydowały się utworzyć własne formacje powietrznodesantowe. Ta decyzja ostatecznie miała doprowadzić do utworzenia dwóch brytyjskich dywizji powietrznodesantowych, a także kilku mniejszych jednostek. Brytyjskie siły powietrznodesantowe zaczęły się formować 22 czerwca 1940 roku, kiedy premier Winston Churchill zlecił Ministerstwu Wojny zbadanie możliwości stworzenia korpusu składającego się z 5000 spadochroniarzy. Pomimo chęci samego premiera do utworzenia zalążka wojsk powietrznodesantowych w krótkim czasie, Ministerstwo Wojny szybko napotkało na szereg problemów. W 1940 roku w Wielkiej Brytanii istniało bardzo niewiele szybowców, a te, które posiadano, były zbyt lekkie dla wykorzystania do celów wojskowych, brakowało też odpowiednich samolotów transportowych do holowania szybowców i zrzutu spadochroniarzy. 10 sierpnia Churchill został poinformowany, że chociaż wybrano 3500 ochotników do szkolenia w oddziałach powietrznodesantowych, tylko 500 z nich mogło rozpocząć szkolenie z powodu ograniczeń logistycznych. Ministerstwo Wojny oświadczyło w memorandum skierowanym do premiera w grudniu 1940 roku, że prawdopodobnie do wiosny 1941 roku będzie można wyszkolić 500 spadochroniarzy gotowych do operacji, ale była to jedynie wartość szacunkowa; faktyczna liczba osób, które można było przeszkolić i przygotować do tego czasu, była całkowicie uzależniona od utworzenia ośrodka szkoleniowego i zapewnienia potrzebnego sprzętu.
Ośrodek szkoleniowy dla żołnierzy wojsk powietrznodesantowych został utworzony przy lotnisku RAF Ringway niedaleko Manchesteru 21 czerwca 1940 roku i nazwany Central Landing Establishment, a pierwszych 500 ochotników następnego dnia rozpoczęło szkolenie do operacji powietrznodesantowych. RAF dostarczył szereg średnich bombowców Armstrong Whitworth Whitley do przerobienia na samoloty transportowe dla spadochroniarzy. Projektowano również szereg szybowców wojskowych, poczynając od General Aircraft Hotspur, lecz powstały one i pierwszy raz użyte bojowo zostały przez Brytyjczyków dopiero w operacji Freshman w 1942 roku. Przygotowywano również plany organizacyjne, w ramach których Ministerstwo Wojny założyło sformowanie dwóch brygad spadochronowych do 1943 roku. Jednak rozwój jakichkolwiek kolejnych formacji powietrznodesantowych, a nawet wyszkolenie pierwszych 500 ochotników którzy rozpoczęli szkolenie, był utrudniony przez trzy problemy. Po pierwsze w obliczu groźby niemieckiej inwazji na Wyspy Brytyjskie w 1940 roku, wielu urzędników Ministerstwa Wojny i wyższych oficerów armii brytyjskiej nie wierzyło, że można odesłać dużą liczbę żołnierzy w celu stworzenia skutecznych sił powietrznodesantowych, nie przeszkadzając przy tym w odbudowie armii po klęsce we Francji; wielu dowódców uważało przy tym, że taka formacja generowałaby jedynie koszty i nie wpłynęłaby na brytyjskie wysiłki wojenne w żaden użyteczny sposób. Po drugie formacja miała problemy materialne – wszystkie trzy rodzaje sił zbrojnych rozwijały się i odbudowywały, zwłaszcza armia, a brytyjski przemysł nie był jeszcze zorganizowany na tyle, by zaopatrzyć wszystkie z nich, a dodatkowo jeszcze raczkujące siły powietrznodesantowe. Po trzecie wreszcie, siłom powietrznodesantowym brakowało jednej, spójnej polityki; jasnego pomysłu, jak powinny być zorganizowane lub czy powinny znaleźć się pod dowództwem armii, czy RAF-u, a międzyresortowa rywalizacja pomiędzy Ministerstwem Wojny a Ministerstwem Lotnictwa, kierującym RAF-em, była głównym czynnikiem opóźniającym dalszy rozwój brytyjskich sił powietrznodesantowych.

## Przygotowania
Podstawową brytyjską formacją powietrznodesantową istniejącą na przełomie 1940 i 1941 roku był No. 11 Special Air Service Battalion, który liczył około 350 żołnierzy i został utworzony na bazie No. 2 Commando, jednostki komandosów, która została wybrana do przekształcenia w jednostkę powietrznodesantową. Komandosi rozpoczęli intensywne szkolenie w czerwcu 1940 roku, początkowo w liczbie 500, ale do września 1940 roku liczba ta została zmniejszona do 21 oficerów i 321 żołnierzy niższych rang; mimo że przeszli już oni rygorystyczne szkolenie, wielu komandosów go nie ukończyło, odmawiając wykonania skoku ze spadochronem. Jeden ze starszych oficerów RAF w Central Landing Establishment uważał, że tak duża liczba żołnierzy odmówiła skoku z powodu połączenia braku doświadczenia i obawy, że ich spadochron nie otworzy się, gdy wyskoczą z samolotu. 21 listopada 1940 roku No. 2 Commando zostało oficjalnie przemianowane na No 11 Special Air Service Battalion i zreorganizowane w celu utworzenia dowództwa batalionu, jednego skrzydła spadochronowego i jednego skrzydła szybowcowego. Do 17 grudnia batalion oficjalnie ukończył szkolenie spadochronowe, a także wziął udział w szeregu pokazów dla obserwatorów wojskowych, oraz uznano go za gotowego do czynnej służby.

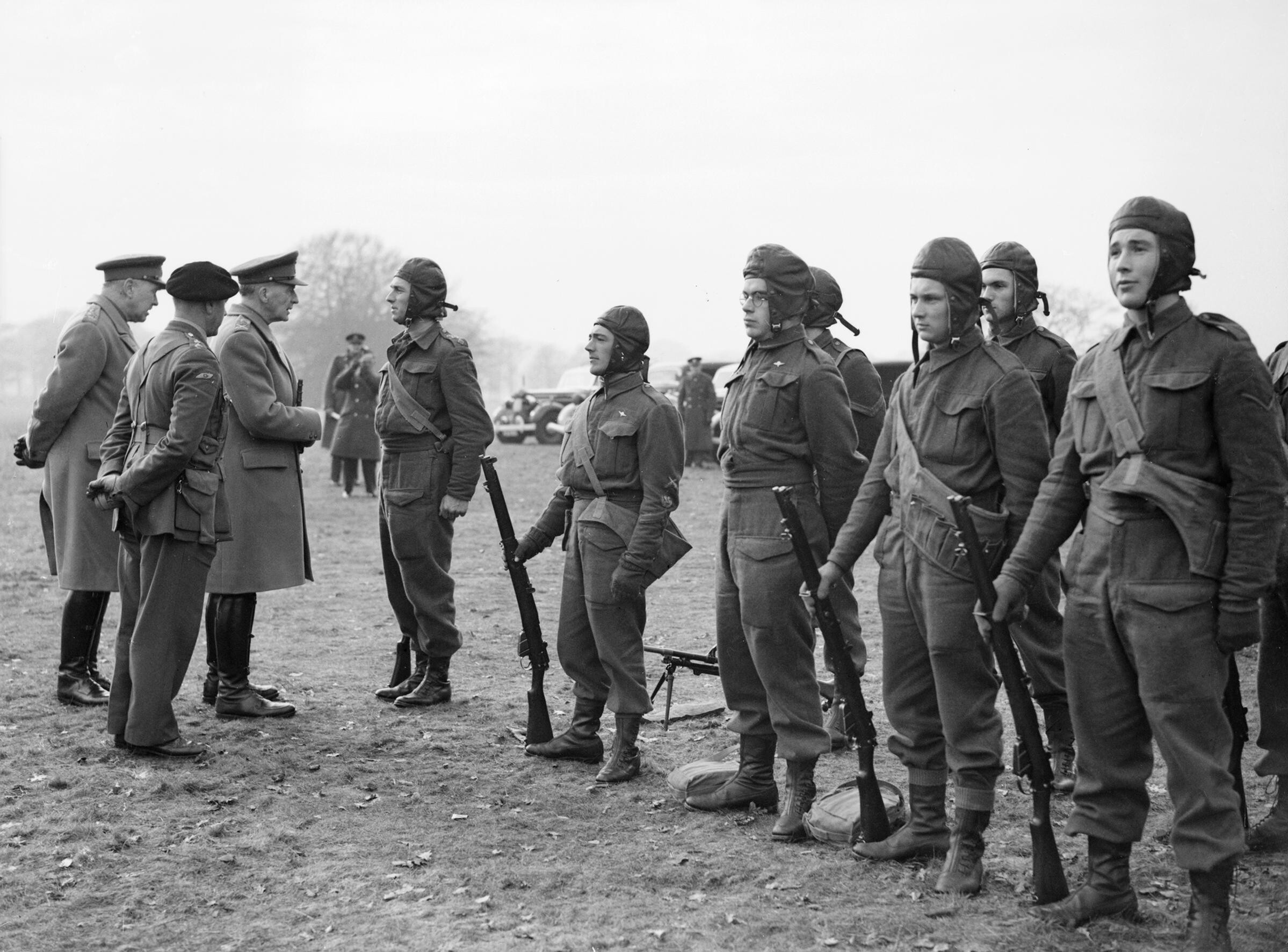
Gen. John Dill, szef Imperialnego Sztabu Generalnego, w czasie inspekcji wojsk spadochronowych w Central Landing Establishment przy RAF Ringway niedaleko Manchesteru, grudzień 1940

Do połowy 1941 roku armia brytyjska miała niewiele zasobów powietrznodesantowych. Jedyną jednostką wyszkoloną i dostępną do operacji powietrznodesantowej był No 11 Special Air Service Battalion. RAF miał bardzo niewiele samolotów transportowych dostępnych do transportu oddziałów spadochronowych, dysponował zaledwie kilkoma załogami lotniczymi z doświadczeniem w zakresie zrzutów spadochronowych, z których żadna nie miała doświadczenia bojowego, a ponadto nie było w tamtym czasie żadnego celu na terytorium wroga interesującego dowództwo alianckie na tyle, aby wysyłać na niego siły powietrznodesantowe. Mimo to zdecydowano, że trzeba będzie przeprowadzić jakąś operację powietrznodesantową. Powody podjęcia operacji przy tak skromnych zasobach były dwojakie; po pierwsze udana akcja pokazałaby reszcie świata, że Wielka Brytania jest nadal siłą, z którą należy się liczyć i że nie została pokonana, a po drugie taka operacja miałaby sprawdzić zdolności bojowe batalionu, a także możliwości RAF-u w zakresie dostarczenia spadochroniarzy do określonego miejsca w wymaganym czasie. Celem wybranym do operacji był akwedukt przecinający rzekę Tragino w prowincji Kampania w południowych Włoszech w pobliżu miasta Calitri. Akwedukt był głównym źródłem zaopatrzenia w wodę dla prowincji Apulia, która w tym czasie była zamieszkana przez około dwa miliony Włochów i obejmowała strategicznie ważny port Taranto; spodziewano się, że zniszczenie akweduktu i pozbawienie ludności regularnego zaopatrzenia w wodę zaszkodzi ich morale, a także wpłynie na włoskie wysiłki wojenne w Afryce Północnej i Albanii. Akwedukt znajdował się w znacznej odległości od wybrzeża Włoch, przez co mało prawdopodobne było dotarcie do niego grupy desantowanej z morza. Uważano też, że obiekt był zbyt silnią konstrukcją, aby można go było zniszczyć bombardowaniem z powietrza; w związku z tym rajd powietrznodesantowy przeprowadzony przez oddziały spadochronowe uznano za idealny sposób na zniszczenie akweduktu.
Niewielki oddział składający się z 38 ludzi – siedmiu oficerów i 31 żołnierzy niższych rang – został wyłoniony z szeregów batalionu i nazwany X Troop. Dowództwo nad nim objął major T. A. G. Pritchard z Pułku Royal Welch Fusiliers. Na czas trwania operacji do oddziału przydzielono trzech tłumaczy języka włoskiego: dowódcę eskadry o nazwisku Lucky, odznaczonego Krzyżem Wojskowym, strzelca o nazwisku Nasri z Rifle Brigade oraz cywila Fortunato Picchi, zastępcę kierownika restauracji w Hotelu Savoy. Szkolenie do operacji rozpoczęło się w styczniu 1941 roku i trwało sześć tygodni, co zapewniło czas na przerobienie sześciu bombowców Whitley do transportu spadochroniarzy. Na początku lutego został zbudowany pełnowymiarowy model akweduktu, aby umożliwić oddziałowi ćwiczenie jego ataku, a podczas szkolenia jeden z żołnierzy zginął, gdy spadł ze spadochronem do pokrytego lodem stawu i utonął, zanim można go było uratować. Plan operacji przewidywał, że 10 lutego sześć Whitleyów z 51 Eskadry RAF przetransportuje X Troop z Malty do obszaru docelowego, podczas gdy kolejne dwa bombowce przeprowadzą dywersyjny nalot na stacje kolejowe w Foggi, około 97 km na północ od akweduktu. O godz. 21:30 żołnierze mieli zostać zrzuceni wokół celu, zaatakować go i zburzyć, a następnie wycofać 80 km do wybrzeża, do ujścia rzeki Sele, skąd w nocy 15 lutego miał ich zabrać okręt podwodny HMS „Triumph”.

## Operacja
7 lutego X Troop wszedł na pokład sześciu przerobionych bombowców Whitley i został przetransportowany na dystansie 2600 km na Maltę bez żadnych incydentów, mimo że znaczna część podróży odbyła się nad okupowaną Francją. Tam żołnierze zostali poinformowani o wykonanych z powietrza zdjęciach rozpoznawczych celu, dostarczonych przez jednostkę rozpoznania fotograficznego, które wykazały, że w okolicy znajdują się w rzeczywistości dwa akwedukty o różnych rozmiarach; po krótkiej dyskusji zdecydowano, że większy z nich będzie celem. O godz.18:30 10 lutego sześć Whitleyów wystartowało z Malty, każdy z jednym oficerem i pięcioma żołnierzami X Troop; lot do obszaru docelowego przebiegał bez zakłóceń, przy dobrej pogodzie i doskonałej widoczności. Prowadzący Whitley dotarł do strefy zrzutu, która znajdowała się około 500 metrów od akweduktu, o godz. 21:42. Sześciu żołnierzy i ich pojemniki ze sprzętem wylądowały w odległości 250 metrów od strefy zrzutu, podobnie jak spadochroniarze z następnych czterech samolotów; jednak dwa z bombowców nie zrzuciły swoich kontenerów zaopatrzeniowych z powodu oblodzenia mechanizmów zwalniających, a szósty samolot nie zdołał zlokalizować strefy zrzutu i ostatecznie zrzucił sześciu ludzi oraz ich pojemniki dwie godziny później w dolinie położonej ponad 3 km od akweduktu. Sześciu żołnierzy, którzy nie wylądowali w strefie zrzutu, było saperami Royal Engineers, kluczowymi do przeprowadzenia operacji, gdyż to oni mieli przygotować akwedukt do wysadzenia, a ich Whitley przenosił większość materiałów wybuchowych przeznaczonych do wykorzystania w operacji. Mimo tych strat oddział zebrał pozostałe pojemniki i zajął pozycje wokół akweduktu. Po zbadaniu obiektu stwierdzono, że podpierające go filary były wykonane ze zbrojonego betonu, a nie cegły, jak oczekiwano, co zdaniem mjr. Pritcharda mogło spowodować, że posiadane przez oddział materiały wybuchowe mogą być niewystarczające do ich zniszczenia. Po dokładniejszym zbadaniu celu Pritchard nakazał umieszczenie większości materiałów wybuchowych wokół zachodniego filaru, a resztę na jego przyczółku, w nadziei, że spowoduje to wystarczające uszkodzenia, aby doprowadzić do zawalenia się akweduktu. Niewielka ilość materiałów wybuchowych została umieszczona również pod pobliskim mostem na rzece Ginestra.
11 lutego o godz. 0:30 nastąpiło zdetonowanie materiałów wybuchowych i zniszczenie zachodniego przyczółka, co spowodowało, że akwedukt rozpadł się i skutecznie złamał na pół, a most na rzece Ginestra również został zniszczony. Pozostawiając jednego człowieka, który złamał kostkę przy lądowaniu, z przyjaźnie nastawionym, miejscowym rolnikiem, pozostała część oddziału wycofała się z obszaru misji o godz. 1:00, rozdzielając się na trzy grupy i kierując się w stronę wybrzeża. Wszystkie trzy grupy zostały schwytane w ciągu kilku godzin od zburzenia akweduktu. Grupę dowodzoną przez mjr. Pritcharda zauważył rolnik, który podniósł alarm w pobliskiej wiosce i sprowadził na spadochroniarzy lokalną jednostkę karabinierów; z małą ilością amunicji i znacznie przytłoczony liczebnie przez wroga, mjr Pritchard zdecydował się poddać. Pozostałym grupom, w tym sześciu saperom, którzy wylądowali 3 km od celu, powiodło się niewiele lepiej. Dwie grupy idące spod akweduktu zostały wkrótce zlokalizowane przez włoskich żołnierzy i wpadły w zasadzkę, gdzie po krótkiej strzelaninie zostały zmuszone do poddania się. Ostatnia grupa, złożona z sześciu saperów, została znaleziona przez grupę cywilów, gdy ci szli w kierunku wybrzeża; po próbie blefowania, w czasie której Brytyjczycy podawali się za żołnierzy niemieckich przebywających na specjalnych ćwiczeniach we Włoszech, miejscowy burmistrz zażądał od nich dokumentów tożsamości, po czym zostali aresztowani przez karabinierów. Wszyscy spadochroniarze zostali pozbawieni broni i sprzętu oraz przewiezieni do cywilnego więzienia w Neapolu, a następnie do obozu jenieckiego w Sulmonie, z wyjątkiem włoskiego tłumacza Picchiego, który został przeniesiony do Rzymu i uznany za winnego zdrady przez Specjalny Trybunał Obrony Państwa (Tribunale Speciale per la Difesa dello Stato), a następnie rozstrzelany w więzieniu wojskowym Forte Bravetta we włoskiej stolicy 6 kwietnia 1941 roku.
Nawet gdyby którejkolwiek z grup udało się dotrzeć na wybrzeże i do miejsca spotkania, nie zostałaby ona odebrana przez HMS „Triumph”. Jeden z dwóch Whitleyów prowadzących dywersyjny nalot na Foggię miał problemy z silnikiem po zbombardowaniu stacji kolejowych. Pilot połączył się przez radio z Maltą, informując swoje lotnisko, że woduje w ujściu rzeki Sele, przypadkowo w miejscu, w którym miało nastąpić spotkanie. Obawiając się, że wiadomość radiowa była podsłuchiwana przez Włochów oraz że okręt podwodny może wpaść w pułapkę, wyżsi oficerowie podjęli decyzję, aby nie wysyłać jej na miejsce spotkania.

## Następstwa
Zniszczenie akweduktu Tragino miało znikomy wpływ na włoskie wysiłki wojenne w Afryce Północnej i Albanii, ponieważ nie spowodowało poważnej przerwy w dostawach wody do Tarentu i innych portów; zapasy wody w lokalnych zbiornikach wystarczyły na krótki czas potrzebny do naprawy akweduktu. Jednak operacja wywołała pewien niepokój wśród ludności włoskiej i spowodowała wprowadzenie przez włoski rząd nowych, rygorystycznych środków ostrożności, które obowiązywały aż do kapitulacji Włoch w 1943 roku. Gen. mjr Julian Thompson skrytykował operację, twierdząc, że chociaż opracowano wiele planów dotyczących sposobu rozmieszczenia wojsk powietrznodesantowych, nie podjęto wystarczających prac nad sposobem ich zrzutu. Skrytykował również niedostatek zebranych informacji na temat akweduktu, przyznając jednak że „trudno było je zdobyć”. Lekcje wyciągnięte z operacji dostarczyły brytyjskiej armii cennego doświadczenia, które pomogło lepiej przygotować przyszłe operacje powietrznodesantowe, takie jak operacja Biting. Potwierdziła ona duży zasięg i elastyczność działania wojsk powietrznodesantowych, udowodniła, że mogą one stanowić zagrożenie dla sił Osi, a także podniosła morale żołnierzy armii brytyjskiej i raczkujących sił powietrznodesantowych. Akcja wzbogaciła też Brytyjczyków o wiedzę, że kontenery używane do zrzucania sprzętu dla spadochroniarzy były wykonane ze zbyt delikatnego materiału, który uginał się podczas lotu i blokował otwarcie drzwi komory bombowej; przyszłe kontenery zostały zbudowane z metalu, aby uniknąć takiej sytuacji.
Wszyscy schwytani żołnierze X Troop pozostali jeńcami wojennymi, dopóki nie zostali repatriowani po kapitulacji Włoch, z wyjątkiem por. Anthony’ego Deane’a–Drummonda i kpr. Alfreda Parkera. Por. Drummond, któremu udało się uciec tuż po schwytaniu, wrócił do Anglii w 1942 roku, dołączając do nowo utworzonej 1 Dywizji Powietrznodesantowej. Kpr. Parker uciekł z obozu jenieckiego Sulmona, ale został później złapany przez Niemców. Po tym, jak był świadkiem stracenia przez Niemców innego uciekiniera i kilku Włochów (później uznanego za zbrodnię wojenną), Parker ponownie uciekł i ostatecznie udał się z powrotem do Wielkiej Brytanii po tym, jak został „podwieziony” do Afryki Północnej przez pilota amerykańskiego samolotu Dakota. Kiedy brytyjskie wojska powietrznodesantowe zostały rozbudowane, No. 11 Special Air Service Battalion stanowił zalążek 1 Brygady Spadochronowej, utworzonej we wrześniu 1941 roku.